# Antinòupolis
Antinòupolis (o Antinoe) fou una ciutat d'Egipte fundada per l'emperador Adrià l'any 130 en memòria del seu amant Antínous. Estava al Nil, a l'altra banda d'Hermòpolis Magna, molt a prop de Besa on hi havia un oracle. Feu part primerament de la divisió d'Heptanomis i més tard de la Tebaida, i fou capital d'un nomo. La ciutat tenia un govern local amb un senat amb el seu Pritaneus (President). Avui és el llogaret de Sheikh Ibadah.